# Kassa-Észak

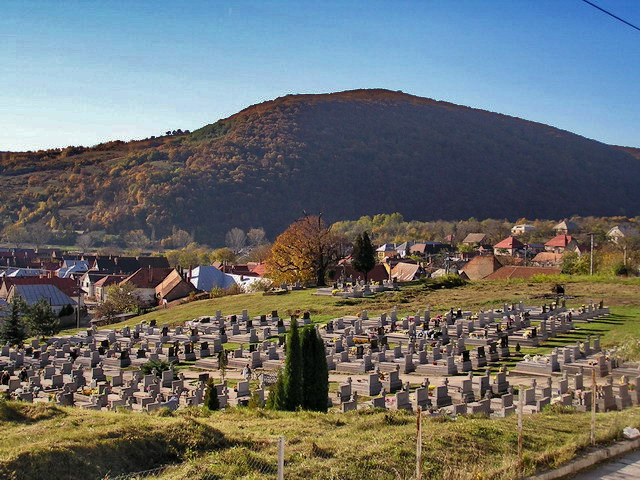
A Várhegy

Kassa-Észak (szlovákul: Sever) Kassa város része Szlovákiában, a Kassai kerület Kassai I. járásában. Területe 54,66 km². Polgármestere Marián Gaj.

## Fekvése
Kassa központjától északra fekszik. Részei: Čermeľ (26,71 km²), Kamenné (19,49 km²) és Severné Mesto (8,46 km²).

## Népessége
Lakosainak száma 2001-ben 20 309 fő volt.
2011-ben 20 368 lakosából 14 679 szlovák és 681 magyar.

## Nevezetességei
- Kassai vár
- Kassai Történelmi Gyermekvasút(wd)
- Szent Rozália-kápolna